# Ludovico delle Colombe
Ludovico delle Colombe (* 20. Januar 1565 in Florenz; † nach 1615 und vor 1635, vermutlich ebenda) war ein Philosoph aus Florenz.
Heute ist er noch bekannt für seine Deutungsversuche der Supernova von 1572 und die Bewegung der Himmelskörper im Rahmen des ptolemäischen Weltbilds.
Im Gegensatz zu ihm folgerte Galilei aus dieser Beobachtung revolutionär, dass die Fixsternsphäre nicht unveränderlich sei.